# Navió e Vitorino dos Piães
Navió e Vitorino dos Piães es una freguesia portuguesa del municipio de Ponte de Lima, distrito de Viana do Castelo.

## Historia
Fue creada el 28 de enero de 2013 en aplicación de una resolución de la Asamblea de la República de Portugal promulgada el 16 de enero de 2013 con la unión de las freguesias de Navió y Vitorino dos Piães, pasando su sede a estar situada en la antigua freguesia de Vitorino dos Piães.

## Demografía
| Gráfica de evolución demográfica de Navió e Vitorino dos Piães entre 2011 y 2021 |
|                                                                                  |
| Datos según el nomenclátor publicado por el INE portugués.                       |